# Српске избјеглице за вријеме распада Југославије
Српске избјеглице — избјеглице и расељена лица — Срби су који су били присиљени да напусте своје домове током војних сукоба који пратили распад Југославије. За вријеме распада Југославије стотине хиљада Срба постале су избјеглице или расељена лица. Главни токови српских избјеглица јавили су се током ратова у Хрватској, Босни и Херцеговини и на Косову и Метохији. Војни сукоби, етничко чишћење и кретање избјеглица значајно су промијенили етничку мапу бивше Југославије, остављајући готово у потпуности без српске компоненте поједине области у којима је она раније била доминантна или је чинила значајан постотак.

## Распад Југославије
Послије Другог свјетског рата, Југославија је била вишенационална федеративна држава, подијељена на савезне републике. Након пада Берлинског зида 1989. у земљама социјалистичког блока почели су дезинтеграциони процеси у јеку заоштравања међунационалних сукоба. У Југославији је почео да опада ауторитет Савеза комуниста, док су националистичке и сепаратистичке снаге биле у успону.
У марту 1989. криза у Југославији се погоршала након усвајања амандмана на устав Србије, којим је републичкој влади дозвољено да ограничи аутономију Војводине и Косова. Обје аутономне покрајине имале су право гласа у Предсједништву СФРЈ. На тај начин је Србија на челу са Слободаном Милошевићем добила укупно три гласа у предсједништву. Додавањем на ова три и глас из Црне Горе, Србија је могла одређивати исход гласања. То је изазвало негодовања у другим савезним републикама и позиве на реформу федерације.
На 14. ванредном конгресу СКЈ 20. јануара 1990. делегати савезних република нису могли да се договоре око спорних питања. Словеначки делегати, које је предводио Милан Кучан, тражили су реформе и слабљење федерације, док су се српски делегати, предвођена Милошевићем, томе противили. Због тога су словеначки делегати, а за њим и хрватски, босанскохерцеговачки и македонски, напустили конгрес. Ови догађаји су означили почетак распада Југославије.
У југословенским републикама, на првим вишестраначким изборима од Другог свјетског рата, на власт су долазиле националистичке странке, међу којима је најзапаженија била Хрватска демократска заједница на челу са Фрањом Туђманом. Националистички курс нове хрватске власти довео је до дискриминације Срба у Хрватској и појачао напетост у републици. Туђманова влада донијела је низ дискриминаторских закона, што је изазвало оштар протест Срба, који су затим прогласили аутономију. Хрватски сабор је 22. децембра 1990. усвојио нови републички устав, којим је Србима одузет статус државотворног народа и, према српским истраживачима, нарушио права Срба. Након усвајања нових устава, Хрватска и Словенија су почеле с припремама за проглашење независности. Независности су објављене 25. јуна 1991. године. То је довело до рата у Словенији и много разорнијег рата у Хрватској. У прољеће 1992. почео је и рат у Босни и Херцеговини.

## Српске избјеглице и расељена лица

### Избјеглице из Хрватске и Српске Крајине
Рат у Хрватској је од самог почетка био обиљежен обимним етничким чишћењем, која су спроводиле обје стране и чиме је изазвано кретање избјеглица. Срби су овом сукобу избјегли и са територије под контролом Хрватске војске и министарства унутрашњих послова и са територије које су контролисале југословенске и српске снаге. Према Високом комесаријату Уједињених нација за избјеглице, до 1993. 251.000 људи је протјерано са територије које су контролисале хрватске власти (Црвени крст Југославије је пријавио 250.000 српских избјеглица из Хрватске још 1991. године). Избјеглице су се настаниле углавном у Републици Српској Крајини или у Савезној Републици Југославији. Поједини су отишли у Сједињене Америчке Државе, Аустралију, Канада итд, формирајући на тај начин бројну дијаспору. Према подацима Елене Гускове, 1994. године на територији СР Југославије било је више од 180.000 избјеглица и расељених лица из Хрватске.
Као резултат обимних војних операције хрватских оружаних снага 1995, око 250.000 Срба је избјегло из Српске Крајине — 18.000 људи током операције Бљесак и 230.000 током операције Олуја. Према подацима Уједињених нација, у августу 1995. на територији Српске Крајине, коју су заузеле хрватске снаге, остало је само око 5500 Срба.
Остатак Српске Крајине (област Западни Срем и Барања од 1995. и област Западни Срем, Барања и Источна Славонија од 1996) опстао је у виду аутономије под покровитељством Уједињених нација, све до мирне интеграције у састав Хрватске почетком 1998. године. Према подацима Саве Штрпца, предсједник невладине организације „Веритас”, значајан број Срба је напустио ове територије — 77.316 људи.
Према попису избјеглица и расељених лица, спроведеном 1996. године, забиљежено је 330.123 избјеглица са територије Хрватске на територији Србије у оквиру СР Југославије. У Србији је 2001. године, према сличном попису, било 284.336 избјеглица из Хрватске.
Према подацима Високог комесаријата Уједињених нација за избјеглице из 2008. године, 125.000 Срба је регистровано као повратници у Хрватску; од овог броја 55.000 је остало живјети у Хрватској за стално.
Према подацима директора Института за славистику Руске академије наука Константина Никифорова, око 100.000 српских избјеглица из Хрватске настанило се у Републици Српској.

### Избјеглице из Босне и Херцеговине
Рат у Босни и Херцеговини био је праћен масовним етничким чишћењем и протјеривањем стотине хиљада људи, што су чиниле све стране у сукобу. Током сукоба, избјеглице или расељена лица је постало до 800.000 Срба. Према подацима Елене Гускове, Срби су углавном избјегли са подручју западне Херцеговине, средње и западне Босне.
Борбе на подручју Сарајева, опсада града и прелазак под муслиманску контролу српских предграђа након Дејтонског мировног споразума довело је до таласа српских избјеглица из Сарајева. Према процјенама српског политичара Милорада Додика, из града и околине избјегло је око 150.000 Срба.
Према попису избјеглица и расељених лица, извршеног 1996. године, забиљежено је 266.279 избјеглица са подручја Босне и Херцеговине. Према попису из 2001. године забиљежено је 165.811 избјеглица из Босне и Херцеговине у Србији у саставу СР Југославије. Главни удио избјеглица из Босне и Херцеговине чинили су људи избјегли са подручју под контролом оружаних снага Муслимана и Хрвата. Српски истраживач Весна Лукућ издваја градове Бихаћ, Дрвар, Зеницу, Мостар, Сански Мост и Сарајево. Од укупног броја избјеглица из Босне и Херцеговине у Србији, 78,7% је избјегло са подручја под муслиманско-хрватском контролом. Лукићева напомиње да се до 2001. године удио избјеглица са ових територија повећао на 84,2%, док су се многе избјеглице са територије под контролом Војске Републике Српске вратиле свој домовима или су емигрирале у друге земље.
Избјеглице из Босне и Херцеговине у Србији 1996. године су били распоређене на сљедећи начин: 28,6% у Београду, 32,1% у ужој Србији, 37,9% у Војводини и 1,4% на Косову и Метохији.

### Избјеглице са Косова и Метохије
Током НАТО бомбардовања Југославије од марта до јуна 1999, Косово и Метохију напустило је око 100.000 Срба и Црногораца. У љето 1999, након што је регион пао под контролу Сјевероатлантске алијансе и косметских Албанаца, дошло је до масовног исељавања Срба и Црногораца у ужу Србију и Црну Гору. Укупно је крајем 1999. Косово и Метохију напустило 250 хиљада Срба и Црногораца. Истовремено, према подацима Канцеларије Високог комесаријата Уједињених нација за избјеглице, 2009. у регион се вратило око 700 људи, а 2010. — око 800. Затим је број повратника значајно опао, нпр. 2013. у покрајину су се вратиле само 54 особе.
У јуну 2013. у Србији је било 210.000 расељених лица са Косова и Метохије.

## Српске избјеглице у савременој Србији
Ратови у Хрватској, Босни и Херцеговини и на Косову и Метохији изазвали су масовне таласе српских избјеглица. Због тога, Србија је заузела прво мјесто у Европи по броју избјеглих и интерно расељених лица. Према подацима српског Комесаријата за избјеглице, Србија је након завршетка свих сукоба прихватила 830.000 људи протјераних из својих родних мјеста.
На територији Југославије 1994. налазило се више од 180.000 избјеглих и расељених лица из Хрватске. Након што је већи дио Српске Крајине пао под хрватску контролу 1995, између 230.000 и 250.000 Србија је постало избјеглицама. Југославија их је прихватила на својој територији. На Косово и Метохију је послато 12.000 људи, у Војводину 60.000, у ужу Србију 180.000. Међутим, око 25.000 је смјештено у колективне центре за избјеглице. Прилив избјеглица створио је изузетно напуте хуманитарну ситуацију у Југославији. Постављало се сложено питање о њиховом статусу. Рат у Босни и Херцеговине је такође изазвао значајан прилив српских избјеглица у Југославију.
Власти Србије већ дуже вријеме улажу напоре за смјештај избјеглица и расељених лица. Они који нису имали родбину или пријатеље у Србији и нису могли да изнајме смјештај, смјештени су у тзв. колективне центре. У Југославији је 1996. било око 700 таквих центара. Истраживачи истичу три документа на основу којих су српске власти покушале да ријеше проблем избјеглица:
- „Национална стратегија за решавање проблема избеглица” коју је усвојила Влада Србије 2002. уз подршку УНХЦР-а. Стратегијом су препозната два циља: репатријација избјеглица и њихова интеграција у српско друштво. Будући да се већина испитаника опредијелила за останак у Србији, акценат у припреми „Стратегије” стављен је на обезбјеђење услова за интеграцију избјеглица кроз рјешавање питања становања, правног статуса, безбједности итд. Програм се суочио са потешкоћама у финансирању, које су се сукцесивно смањивале 2003. и 2004. године.
- „Стратегија за превазилажење сиромаштва” коју је Влада одобрила 2002. године. Главни циљ је био нормализација друштвених услова и развој привреде. Програм се такође суочавао са недостатком финансијских средстава.
- „Мапа пута” коју је Србија одобрила као регионалну иницијативу за рјешавање проблема избјеглица, усвојену заједно са Хрватском и Босном и Херцеговином уз подршку ОЕБС-а и Европске комисије. Дјелотворност је послије извјесног времена доведена у питање, јер су се многи Срби повратници у Хрватску и Босну и Херцеговину послије неког времена вратили у Србију, пошто су им станове заузели други људи, или су били разрушени или су сами били у опасности од прогона. Тако је, према процјенама удружења Срба у Хрватској и представника ОЕБС-а, од 122.000 Срба који су се вратили у Хрватску, 60—65% на крају поново отишло у Србију, најчешће због немогућности да поврате стамбено право, примају пензије и због безбједносних проблема.

Од тренутка када су стигли на подручје Србије, многе избјеглице су добиле држављанство или су се послије извјесног времена вратиле у Хрватску и Босну и Херцеговину. Према подацима Високог комесаријата Уједињених нација за избјеглице, у Србији је до 2008. остало 95.000 избјеглица. У земљи је 2011. било 60 колективних центара у којима је смјештено 4700 избјеглих и расељених лица. Тиме је Србија остала прва земља у Европи и међу првих пет земаља свијета са најакутнијим проблемом избјеглица.
По доласку избјеглица у Србију, између њих и мјесног становништва често је долазило одо напетости, која је међутим брзо нестала. Постепено, избјеглице су обновиле предратне везе, пронашле пријатеље и рођаке и запослиле се. Многи од њих су деведесетих година 20. вијека били запослени у сивој економији, што је посљедица економске ситуације у самој Србији. Мјесне власти у једном броју насеља су избјеглицама додјељивале земљишта за изградњу стамбених објеката. Истовремено, распрострањен је проблем бесправне градње, што је посебно уочљиво у Београду и приградским насељима.
Многе избјеглице су добиле српско држављанство или им је промијењен статус. Међутим, нису сви у потпуности интегрисани у српско друштво. И поред тога што многе избјеглице имају добро образовање и вјештине, проблем незапослености је акутнији за њих него за мјесно становништво Србије. Проблеми српске привреде отежавају и положај старих лица, самохраних мајки и оних који још живе у колективним центрима. Међу старијим особама постоји и жеља да задрже статус избјеглице, што им даје право да живе у колективним центрима. Страхују да ће, ако добију српско држављанство, остати без крова над главом. Избјеглице су такође дјелимично надокнадиле демографске проблеме Србије. Ипак, према истраживачима, до средине 21. вијека овај ефекат ће бити минимализован ће избјеглице прихватити мјесни модел понашања и утицаја истих фактора на њих, који спрјечавају висок наталитет међу мјесним становништвом.
У Србији је 2012, према Константину Никифорову, живјело 97.000 избјеглица из Хрватске и Босне и Херцеговине и 236.000 интерно расељених са Косова и Метохије. У љето 2013. објављени су и други подаци о броју лица са статусом избјеглице у Србији: 41.000 избјеглица из Хрватске и 15.300 избјеглица из Босне и Херцеговине. Замјеница комесара за избјеглице и миграције у Влади Србије Светлана Велимировић напоменула је да је до 2013. око 250.000 избјеглица из Хрватске и Босне и Херцеговине добило српско држављанство. Према њеним ријечима, у ове земље се вратило по 70.000 избјеглица. У Србији је 1. јуна 2015. остало само 18 колективних центара у којим је живјело 1075 људи. Од тога, 8 центара се налази на Косову и Метохији. Смањујући њихов број, српске власти су појединим избјеглицама обезбједиле стамбени простор или грађевински материјал за његову изградњу.